# Molophilus (Molophilus) multicinctus
Molophilus (Molophilus) multicinctus is een tweevleugelige uit de familie steltmuggen (Limoniidae). De soort komt voor in het Australaziatisch gebied.